# Ludiente
Ludiente là một đô thị trong tỉnh Castellón, Cộng đồng Valencia, Tây Ban Nha. Đô thị Ludiente có diện tích 31,4 km², dân số theo điều tra năm 2010 của Viện thống kê quốc gia Tây Ban Nha là 197 người. Đô thị Ludiente nằm ở khu vực có độ cao 431 mét trên mực nước biển. Các đô thị giáp ranh: Castillo de Villamalefa, Zucaina, Cirat, Torrechiva, Toga, Argelita Arañuel y Lucena del Cid tất cả đều thuộc tỉnh Castellón.